# گیورگی گاخاریا
گیورگی گاخاریا (به گرجی: გიორგი გახარია) (زاده ۱۹ مارس ۱۹۷۵)، سیاستمدار گرجستانی است. گاخاریا از ۸ سپتامبر ۲۰۱۹ تا ۱۸ فوریه ۲۰۲۱ در پست نخست‌وزیری گرجستان بوده‌است.

## تحصیلات
در سالهای ۱۹۹۲–۱۹۹۴ گاخاریا در دانشکده تاریخ دانشگاه ایوانه جاواخیشویلی، تحصیل کرد. در سال ۱۹۹۴–۱۹۹۹ در دانشگاه دولتی لومونوسف مسکو، کارشناسی ارشد علوم سیاسی خواند. در سالهای ۲۰۰۲–۲۰۰۴ در دانشکده عالی دانشگاه دولتی لومونوسف مسکو برای کارشناسی ارشد مدیریت بازرگانی مدرک گرفت. در ۲۰۰۶–۲۰۰۹ او مدرس دانشگاه ایالتی مسکو در رشته بیوتکنولوژی کاربردی بود.
گاخاریا از نوامبر ۲۰۱۷ وزیر کشور بود و از ژوئیه ۲۰۱۸ به عنوان معاون نخست‌وزیر خدمت کرده‌است. با استعفای نخست‌وزیر ماموکا باختاتزه، او از ۸ سپتامبر ۲۰۱۹ به عنوان نخست‌وزیر منصوب شد.

## زندگی سیاسی
گیورگی گاخاریا در سال ۲۰۱۳ رئیس دادگاه تجارت گرجستان بود و از دسامبر ۲۰۱۴ تا سپتامبر ۲۰۱۶، به عنوان دبیر شورای اقتصادی فعالیت می کرد. وی در ۲ نوامبر ۲۰۱۶ به عنوان وزیر اقتصاد و توسعه پایدار کشور منصوب گشت.وی از نوامبر ۲۰۱۷ وزیر کشور بود و از ژوئیه ۲۰۱۸ معاونت نخست‌وزیر را بر عهده داشت.

## نخست‌وزیری
وی در تاریخ ۳ سپتامبر ۲۰۱۹ برای نخست‌وزیری معرفی شد تا جایگزین ماموکا باختاتزه شود.مخالفت های بسیاری با نخست وزیری او وجود داشت با این حال چون حزب حاکم رؤیای گرجستان دارای قدرت بود، گاخاریا تأیید شد. پس از کاندید شدن به عنوان نخست‌وزیر، در ۸ سپتامبر ۲۰۱۹، کابینه گاخاریا با ۹۸ رای موافق و بدون هیچ رای مخالف، رای اعتماد مجلس را به دست آورد.

## استعفا
وی پیش از بازداشت نیکا ملیا اعلام کرد حکم دادگاه برای بازداشت رهبر حزب اپوزسیون جنبش ملی متحد باعث تشدید بحران سیاسی در کشور می‌شود و در اعتراض به این حکم از سمت خود استعفا داد. 